# 백악관

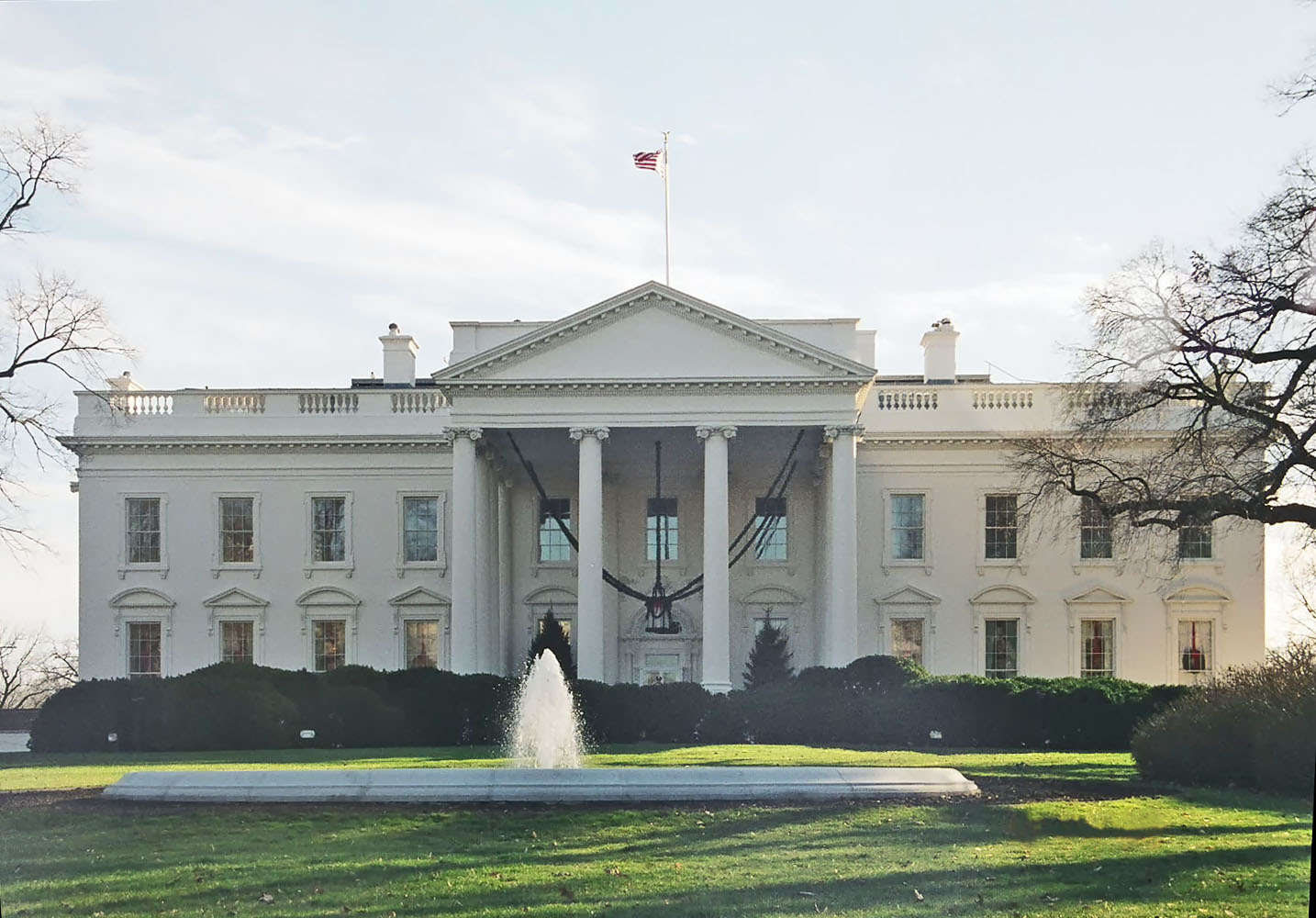
미국의 대통령들이 임기 중에 있는 백악관 중 백악관 북현관의 사진

백악관(白堊館, 영어: White House 화이트 하우스[*])은 미국 워싱턴 D.C. 펜실베이니아 거리 NW에 위치한 미합중국 대통령의 집무실 겸 관저이다. 1800년 제2대 존 애덤스 대통령 이후로 미합중국 대통령의 주거지로 이용되어 왔으며, 집무·외국사절 접견·일상생활 등 모든 일을 여기서 한다.
'백악관'이라는 명칭은 미국 대통령과 행정관, 최고 보좌관들의 행위 및 입장을 일컫는 환유 표현으로 사용되기도 한다. 백악관 부동산은 미국 국립 공원국이 소유한 국립 유적지와 대통령 공원의 일부이다. 2007년, 백악관은 미국인들이 가장 선호하는 건축물 목록 중, 미국 건축 기관으로 두 번째 자리를 차지했다. 백악관의 모습은 미국 20달러 지폐의 뒷면에 그려져 있다. 2016년 5월 입구 검문소에서 총격사건이 일어나 일대가 폐쇄조치가 된 사건이 있었다.

## 구성
오늘날, 백악관 단지는 아래와 같이 구성되어 있다.
- 중역거주지(Executive Residence)
- 웨스트윙
- 이스트윙
- 아이젠하워 행정동 빌딩(Eisenhower Executive Office Building, 이전 국무부 건물로 현재는 대통령 보좌관과 부통령의 집무실로 이용된다.)
- 블레어 하우스(Blair House, 객청)

중역거주지(Executive Residence)는 6층 건물로 구성되어 있으며, 1층 그라운드 층과 스테이트 층, 2층, 3층, 그리고 지하 2층으로 구성되어 있다.

## 역사
백악관은 1790년 7월 16일 연방의회가 컬럼비아 특별구(District of Columbia)를 미국의 영구적인 수도로 지정한 후 지어졌다. 도시 계획자인 피에르 랑팡(Pierre L'Enfant)과 함께 초대 대통령 조지 워싱턴(George Washington)은 대지를 고르는 것을 도왔다. 조지 워싱턴과 그의 아내 마사 워싱턴(Martha Washington)은 과거에 Pamunkey River의 하얀 집에 살았고 그 뒤에 전에 살던 집을 본떠서 워싱턴 일가의 새로운 집을 백악관(white house)이라 불렀다. 백악관은 아일랜드 출신 미국 건축가인 제임스 호번이 건축했다. 아일랜드 태생의 건축가 제임스 호번이 설계했다.
이후 1798년 공사가 끝나 같은 해에 존 애덤스 미국 대통령이 처음 거주했다. 흰색의 아퀴아 크리크 사암으로 신고전주의 형식으로 지어졌다. 토머스 제퍼슨이 1801년 백악관으로 이주를 했을 때, 그는 건축가 벤저민 헨리 라트로브와 함께 이 건물을 밖으로 확장시켰고, 창고와 마굿간을 숨기려는 의도로 2개의 열주를 만들어 확장시켰다.
1812년 시작된 미영전쟁이 끝난 후 불에 타서 하얀 칠을 했고, 또 사라진 부분도 있었지만, 여러 해 동안 그대로 방치되어 있었다. 1814년에 미영 전쟁으로 건물이 영국군에 의해 수도 워싱턴이 점령된 후 방화로 내부가 파괴되었고, 바깥 대부분이 새까맣게 불탔다. 곧바로 재건을 시작하여 1817년 10월 제임스 먼로 대통령이 행정동 건물로 이주를 했다.  1820년대 제임스 호번이 백악관을 다시 복원 공사하기 시작했다. 건축이 계속되어 1824년 남쪽 포르티코가 추가되었고, 1829년에는 북쪽이 완공되었다.
1862년 남북전쟁 때 남부군의 포격으로 일부분이 무너졌다.
이후 시어도어 루스벨트 대통령이 서측 건물을 증축했다. 행정동 자체가 번잡해졌기 때문에, 1901년 시어도어 루즈벨트 대통령은 모든 집무실을 신축한 웨스트윙으로 재배치를 했다. 8년 후, 윌리엄 하워드 태프트 대통령은 웨스트윙을 확장하고, 부서 확장으로 결국 이전하게 될 최초의 백악관 집무실(Oval Office)을 만들었다. 3층 다락 공간은 1927년 길게 흘린 천창을 가진 현재의 추녀마루 지붕을 가지도록 확장함으로써 주거지로 개조되었다. 신축된 이스트윙은 사교 행사를 위해 리셉션 공간으로 사용되었다. 제퍼슨의 주랑이 이스트윙을 연결하였다.
그 뒤, 1945년에 대통령직을 이어받은 해리 S. 트루먼 대통령이 일부분을 손질하였다.  이스트윙 개조작업이 1946년 완공되어서 추가 집무 공간이 만들어졌다. 1948년경, 백악관의 무게를 견디는 외벽과 내부의 목재빔이 실패하여 폐쇄되었다. 해리 S. 트루먼 대통령 재임 시, 내부 방이 완전히 제거되고, 벽 안에 새로 내부 강철 골격을 벽 안에 넣어 공사를 마쳤다. 일단 이 작업이 끝나면, 내부의 방이 재건축되게 되어 있었다. 마지막으로 1961년 존 F. 케네디 대통령 때 마지막 손질을 하여 지금의 백악관이 탄생하였다.

## 갤러리

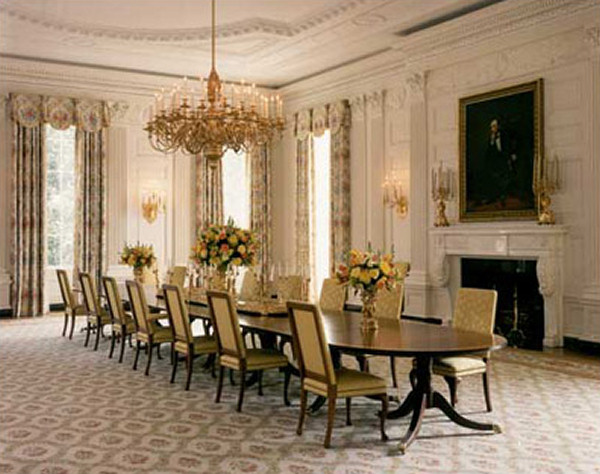
백악관 실내 1.
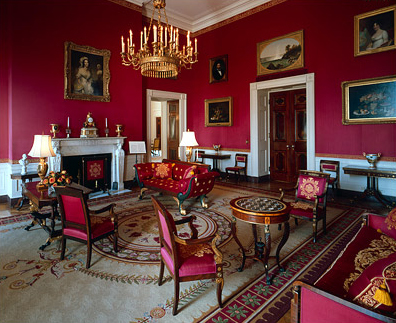
백악관 실내 2.
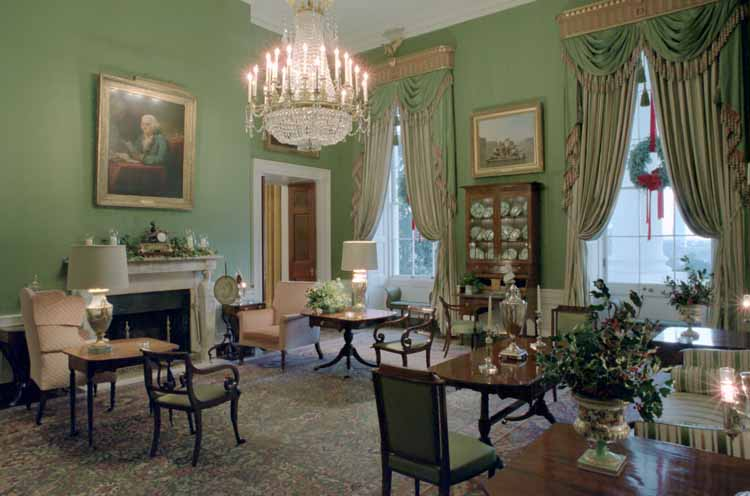
백악관 실내 3.
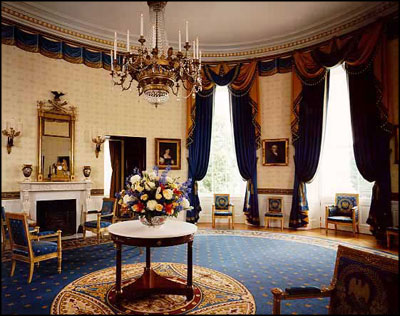
백악관 실내 4.
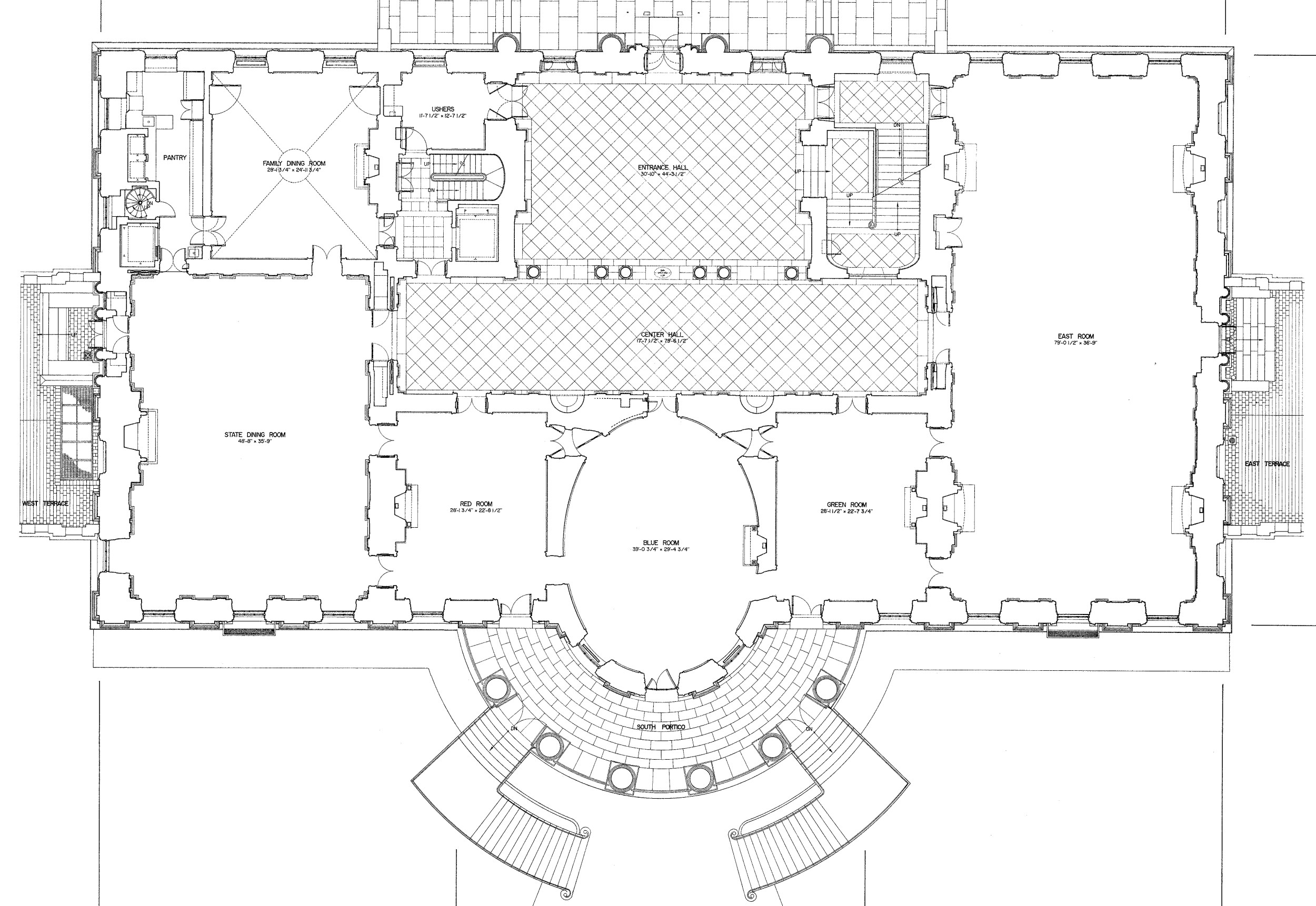
백악관 실내 구조도 1.
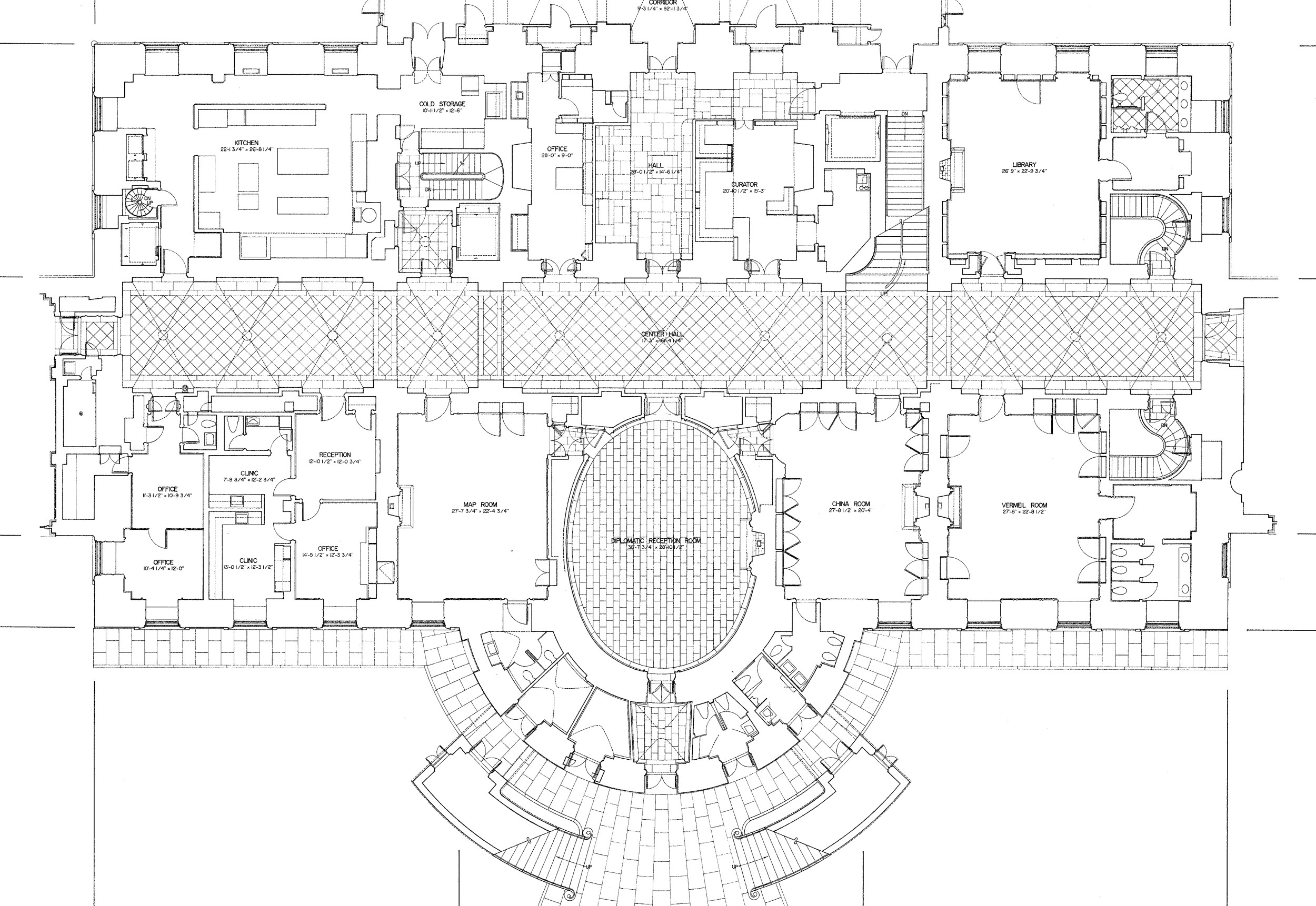
백악관 실내 구조도 2.
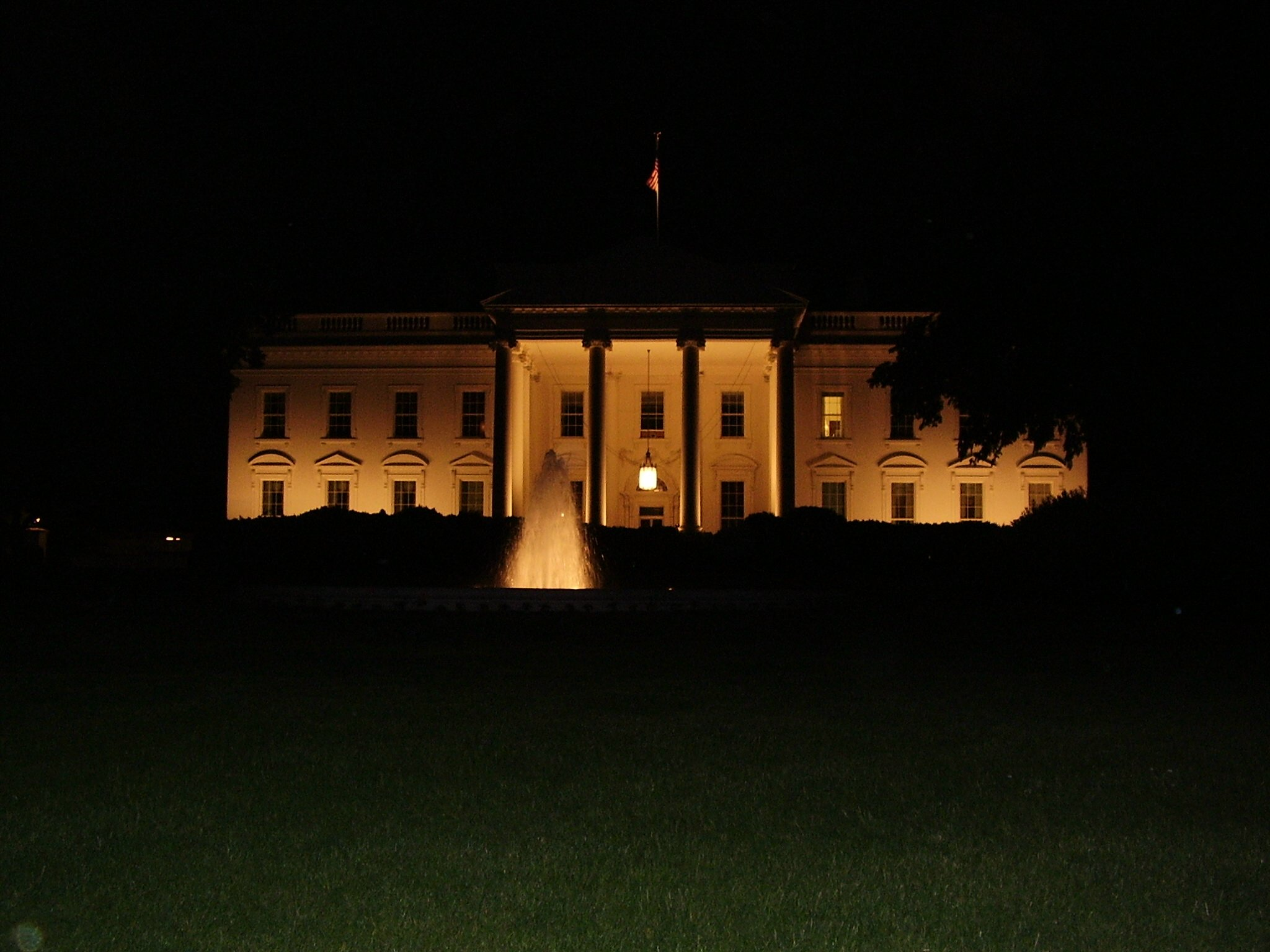
북쪽 백악관의 밤.

## 같이 보기
- 백악관 재건축
- 캠프 데이비드
- 백악관의 코로나19 집단감염